# Касен
Касен (порт. Cacém)  —  город и район в Португалии,  входит в округ Лиссабон. Является составной частью муниципалитета  Синтра. Находится в составе крупной городской агломерации Большой Лиссабон. По старому административному делению входил в провинцию Эштремадура. Входит в экономико-статистический  субрегион Большой Лиссабон, который входит в Лиссабонский регион. Население составляет 21 289 человек на 2011 год. Занимает площадь 8 км².
Покровителем района считается Корасан-Имакуладу-де-Мария (порт. Coração Imaculado de Maria).

## История

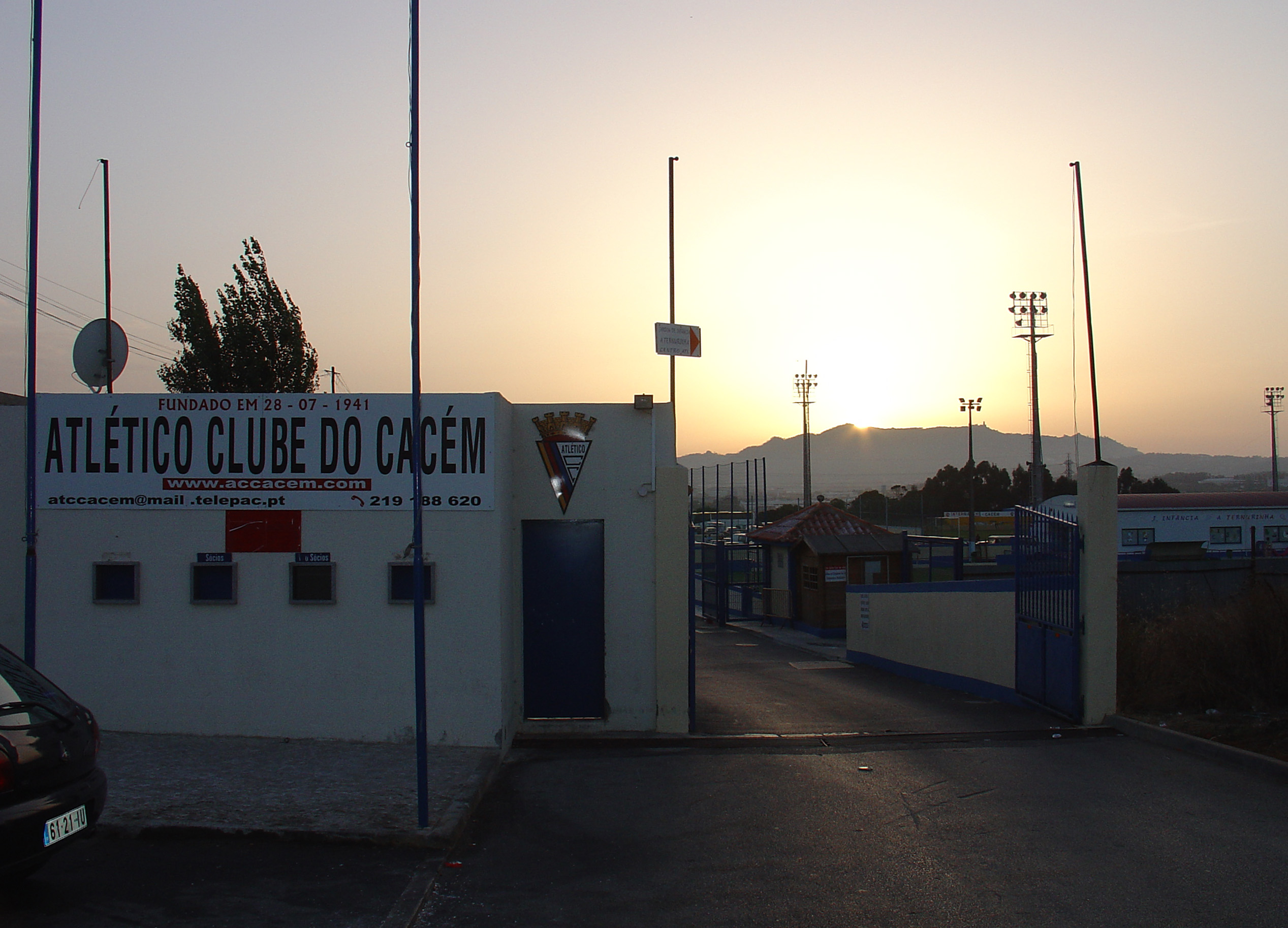

Район основан в 2001 году.